# Тальвик, Мерле Гербертовна
Мерле Гербертовна Тальвик (эст. Merle Talvik; 6 июня 1954, Таллин, Эстония) — советская эстонская актриса театра и кино.

## Биография
Мерле Тальвик родилась 6 июня 1954 года в Таллине (Эстония). После окончания музыкальной школы пела в Таллинском камерном хоре. После этого закончила Таллинскую государственную консерваторию. Стала известной после главной роли рыбачки Тони в музыкальной картине «Мосфильма» «Солнце, снова солнце», а затем в многосерийном фильме «Долгая дорога в дюнах».
Выступала в Таллинском театре «Vanalinnastuudio».
После распада СССР долгое время оставалась в забвении и не снималась (с 1990 по 2006 год), как России, так и у себя на родине в Эстонии. В 2006-м году, в Эстонии выходит фильм с её участием "Опасный полет" (эст. "Ohtlik lend"), где актриса сыграла эпизодическую роль.

## Фильмография
1. 1976 — Солнце, снова солнце — Тоня
2. 1977 — Цену смерти спроси у мертвых — Кайс
3. 1980 — Лесные фиалки — девица
4. 1980 — Долгая дорога в дюнах — Илга
5. 1981 — Суровое море — Катрина Леэт
6. 1982 — Двойники — Тийна/Хели
7. 1983 — Скорость — Криста Таммет
8. 1985 — Бал в Савойе — Дези
9. 1986 — Радости среднего возраста — продавщица универмаге
10. 1990 — Регина — учительница
11. 1992 — Паук (латыш. Zirneklis; Латвия)
12. 2006 — Ohtlik lend, эпизод 12 Stiilipäev (Эстония) — Ева
13. 2009 — Ваха (Финляндия, Эстония, Ирландия, Германия) — клерк